# سنتش
شهر سنتش(به مجاری: Szentes) در چونگراد-چاناد در کشور مجارستان واقع شده‌است. جمعیت این شهر ۲۹٫۷۸۵ نفر  است.
این شهر در جنوب شرقی مجارستان واقع شده است (م.ع)